# 施倫克鎮區 (北達科他州伯利縣)
施倫克鎮區（英語：Schrunk Township）是位於美國北達科他州伯利縣的一個鎮區。

## 地方資料
施倫克鎮區的面積為89.18平方千米，當中陸地面積為84.72平方千米，而水域面積為4.46平方千米。根據2010年美國人口普查的數據，當地共有人口18人，而人口密度為每平方千米0.2人。